# Dimensión Latina 76
Dimensión Latina 76 o Salsa Brava es el sexto disco de la agrupación venezolana Dimensión Latina. Fue editado en 1975 por la disquera Top Hits en formato larga duración de vinilo a 33⅓ RPM. El disco heredo la fiebre comercial del LP Dimensión 75 y logró imponer casi todos los temas del disco. Convirtiendo en clásicos, "El Frutero", "Si Tu Supieras", "Sigue Tu Camino", "Josefa Matías", "Sin Tu Cariño" y el famosísimo tema "Dormir Contigo" de Bobby Capo interpretado por el no menos legendario Ismael Rivera.

## Canciones
Lado A
1. Dolor cobarde (Miguelito Valdez) Canta: Wladimir y Oscar
2. Sin tu cariño (Cesar Augusto Anuel Morales) Canta: Oscar D'León
3. Irimo (Rafael Ithier) Canta: Oscar D’León
4. Arroz con manteca (Eduardo Angulo) Canta: Oscar D’León
5. Moruno latino (Cesar Augusto Anuel Morales) Canta: Wladimir Lozano

Lado B
1. El frutero (Ñico Saquito) Canta: Oscar y Wladimir
2. Josefa Matia (Catalino Parra) Canta: Oscar D’León
3. Si tu supieras (D.R) Canta: Wladimir y Oscar
4. Sigue tu camino (Oscar D’León) Canta: Oscar D’León
5. Dormir contigo (Bobby Capó) Canta: Oscar D’León

## Créditos (alfabético)
Músicos
- Carlos Guerra Jr: 3.er trombón
- César Monje: 1.er trombón, coros
- Elio Pacheco: Congas
- Jesús Narvaez: Piano eléctrico
- José Antonio Rojas: 2.º trombón, coros
- José Rodríguez: Timbales, bongo
- Oscar D'León: Bajo, coros y voz
- Wladimir Lozano: Voz, güiro, coros

Producción
- Arreglos: Oscar D'León, César Monge, Tony Monserrat
- Arte: José Martínez
- Dirección y producción: Víctor Mendoza
- Fotografía: Oswaldo Silva
- Grabado en Estudio La Discoteca C.A.
- Producción: Víctor Mendoza
- Técnicos de grabación: Armando Benavides, Rafael Estrella, A. Abril

- Datos: Q5807220